# Сент-Джонстон, Томас Реджинальд
Сэр Томас Реджинальд Сент-Джонстон (англ. Thomas Reginald St. Johnston; 8 июня 1881, Эджбастон, Уорикшир, Британская империя — 29 августа 1950, Истборн, Восточный Суссекс, Великобритания) — британский колониальный деятель, администратор Сент-Кристофер-Невис-Ангильи (1925—1929), губернатор Подветренных островов (1929—1936).

## Биография
Учился в Элизабет-колледже в Гернси и в Челтнемском колледже, затем окончил юридический факультет Бирмингемского университета, был принят в качестве адвоката в Мидл-Темпл. Также изучал медицину в Вестминстерской больнице.
Являлся членом Королевского колледжа хирургов и лицензиатом Королевского колледжа врачей. В 1906 г. он некоторое время работал в Совете местного самоуправления (Local Government Board), а в следующем году присоединился к британской колониальной службе.
С 1907 по 1917 г. занимал различные судебные, медицинские и административные должности на Фиджи, пока не был направлен на военную службу во Францию. Затем он был прикомандирован к военному министерству, получил звание подполковника.
В 1919 г. был отправлен на Фолклендские острова в качестве колониального секретаря и фактически исполнял обязанности губернатора, поскольку сэр Дуглас Янг собирался уйти в пенсионный отпуск. Здесь он переболел «испанкой».
В 1920—1925 гг. — колониальный секретарь Подветренных островов, с 1925 по 1929 г. — администратор Сент-Кристофер-Невис-Ангильи.
В 1929—1936 гг. — губернатор Подветренных островов.
В 1931 г. королем Георгом V был возведен в рыцарское достоинство.
В 1936 г. вышел в отставку.
Во время Второй мировой войны вернулся к военной службе, в 1942 г. поступил на службу в Министерство снабжения Великобритании.
Занимался литературным творчеством, в частности выпустил книги о Фолклендских островах. В частности, «Из записной книжки губернатора колонии».

## Награды и звания
Командор ордена Святых Михаила и Георгия (1931).